# شهرستان سکارژسکو
شهرستان سکارژسکو (به لهستانی: Powiat Skarżysko) یک شهرستان در لهستان است که در استان اشوی‌داشکسیه واقع شده‌است. شهرستان سکارژسکو ۳۹۵٫۳۰ کیلومتر مربع مساحت و ۸۰٬۰۲۴ نفر جمعیت دارد.